# Вассалборо (Мен)
Вассалборо (англ. Vassalboro) — місто (англ. town) в США, в окрузі Кеннебек штату Мен. Населення — 4520 осіб (2020).

## Демографія
Згідно з переписом 2010 року, у місті мешкало 4340 осіб у 1788 домогосподарствах у складі 1206 родин. Було 2065 помешкань
Расовий склад населення:
| - 97,2 % — білих - 0,3 % — корінних американців - 0,3 % — чорних або афроамериканців - 0,3 % — азіатів |

До двох чи більше рас належало 1,6 %. Частка іспаномовних становила 0,6 % від усіх жителів.
За віковим діапазоном населення розподілялося таким чином: 21,6 % — особи молодші 18 років, 63,7 % — особи у віці 18—64 років, 14,7 % — особи у віці 65 років та старші. Медіана віку мешканця становила 44,0 року. На 100 осіб жіночої статі у місті припадало 98,4 чоловіків;  на 100 жінок у віці від 18 років та старших — 95,6 чоловіків також старших 18 років.
Середній дохід на одне домашнє господарство  становив 69 374 долари США (медіана — 56 384), а середній дохід на одну сім'ю — 76 680 доларів (медіана — 62 813). Медіана доходів становила 46 435 доларів для чоловіків та 38 542 долари для жінок. За межею бідності перебувало 10,4 % осіб, у тому числі 13,6 % дітей у віці до 18 років та 6,7 % осіб у віці 65 років та старших.
Цивільне працевлаштоване населення становило 2336 осіб. Основні галузі зайнятості: освіта, охорона здоров'я та соціальна допомога — 32,3 %, виробництво — 13,7 %, роздрібна торгівля — 11,3 %.